# Sietas Typ 46
Der Typ 46 ist ein Küstenmotorschiffstyp der Sietas-Werft in Hamburg-Neuenfelde, von dem im Jahr 1965 mit der Antje Oltmann nur ein Exemplar entstanden ist.

## Geschichte
Die von der Reederei Jürgen & Gerhard Oltmann aus Dornbusch (Drochtersen) bestellte Antje Oltmann hatte ihren Stapellauf am 30. November 1965 und wurde am 18. Dezember 1965 von der Werft abgeliefert. Ihre Bereederung übernahm die Korrespondentreederei Gerhard Oltmann.
Am 15. Oktober 1976 sank die Antje Oltmann in einem Orkan etwa 96 Kilometer (52 Seemeilen) westlich von Hoek van Holland (Niederlande) auf Position 51°53′N, 02°44E in der Nordsee. Auf der Fahrt von Rotterdam (Niederlande) nach Cork (Irland) war die aus Mais bestehende Ladung in schwerer See verrutscht und hatte das Schiff zum Kentern gebracht. Von den neun Besatzungsmitgliedern kamen sechs ums Leben. Zu den Überlebenden gehörten der Kapitän und der Ingenieur-Assistent, die sich sieben beziehungsweise acht Stunden lang an treibenden Trümmern über Wasser halten konnten. Im selben Orkan sank auch der ostdeutsche Tanker Böhlen in der Nähe von Brest (Frankreich).

## Technik
Der Typ 46 hatte eine Gesamtlänge von 78,00 m (71,00 m Lpp, 74,01 m Freibordlänge) und eine Breite von 12,03 m. Obwohl seine Tragfähigkeit werftseitig mit 2.285 dwt angegeben worden war, erfolgte die Vermessung der Antje Oltmann bei Ablieferung mit 2.345 dwt und 999 BRT. Sie besaß zwei Laderäume mit einem Rauminhalt von insgesamt 122.000 Kubikfuß, wobei der hintere über ein Zwischendeck verfügte. Aus vermessungstechnischen Gründen war der Typ 46 als Quarterdecker konzipiert worden, so dass das Oberdeck nicht bis zum Vorschiff durchlief und sich die Luke des vorderen Laderaums auf einem tiefer gelegenen Deck befand. In diesem auch als „Versaufloch“ bezeichneten Bereich waren ebenso die Bordwände entsprechend niedriger ausgeführt. Als Ladegeschirr hatte die Antje Oltmann vier hydraulische Ladebäume mit einer Traglast von jeweils drei Tonnen erhalten. Sie wurde von einem 1.500 PS leistenden Achtzylinder-Viertakt-Dieselmotor des Herstellers Klöckner-Humboldt-Deutz (KHD) angetrieben, der auf einen Festpropeller wirkte. Ihre Höchstgeschwindigkeit betrug 12,2 Knoten.